# (100655) 1997 WJ14
(100655) 1997 WJ14 es un asteroide perteneciente al cinturón de asteroides descubierto el 22 de noviembre de 1997 por el equipo del Spacewatch desde el Observatorio Nacional de Kitt Peak, Arizona, Estados Unidos.

## Designación y nombre
Designado provisionalmente como 1997 WJ14.

## Características orbitales
1997 WJ14 está situado a una distancia media del Sol de 3,040 ua, pudiendo alejarse hasta 3,297 ua y acercarse hasta 2,783 ua. Su excentricidad es 0,084 y la inclinación orbital 2,065 grados. Emplea 1936,51 días en completar una órbita alrededor del Sol.

## Características físicas
La magnitud absoluta de 1997 WJ14 es 15,6. 